# Fucitolo
Il fucitolo  è un alcol zuccherino derivato dal fucoidano che si trova nelle alghe dell'Atlantico del Nord Fucus vesiculosus o per riduzione del fucosio.